# Fellegvár
A fellegvár vagy citadella erődített helyek (várak, városok) belsejébe vagy szélére épített épület, amely a vár, illetve város elfoglalása után a várőrségnek menedékhelyül szolgált. Gyakran egyes védelemre alkalmas tornyok szolgáltak fellegvárul. Magyar nevének megfelelően általában a védett hely legmagasabb pontján alakították ki.

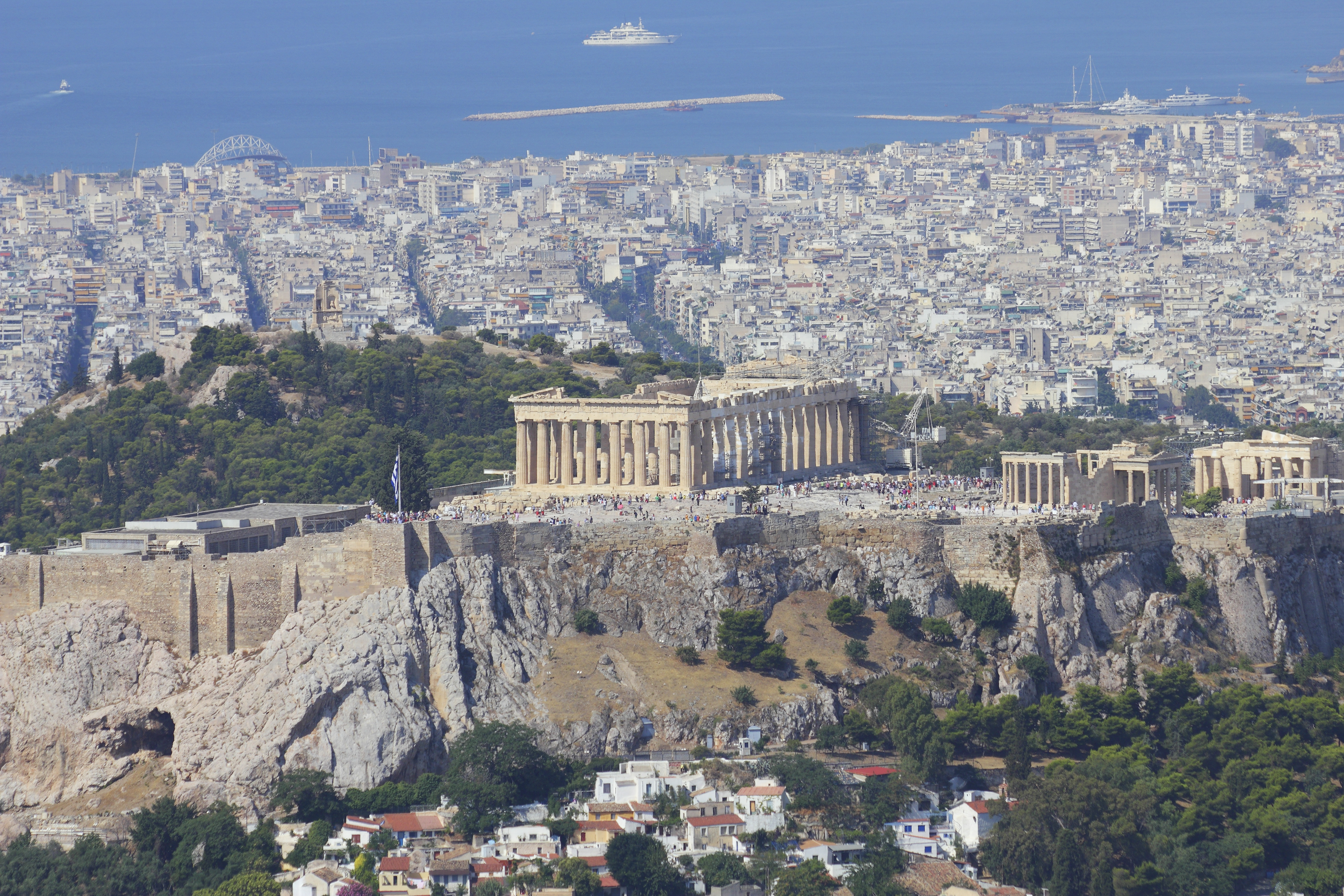
Az athéni akropolisz